# ZAC Dorian
La ZAC Dorian est une zone d'aménagement concerté située dans le 11e arrondissement de Paris.

## Situation et accès
Le périmètre de la « ZAC Dorian » est délimité par le boulevard de Charonne, la rue Alexandre-Dumas, l'avenue Philippe-Auguste et la rue de Charonne.

## Historique
La ZAC est créé par délibération du Conseil de Paris du 27 octobre 1986 et elle est supprimée par délibération du Conseil de Paris des 13 et 14 décembre 2004,.

## Voies
- Rue Alexandre-Dumas
- Passage du Bureau
- Boulevard de Charonne
- Rue de Charonne
- Jardin Damia
- Avenue Philippe-Auguste
- Rue Robert-et-Sonia-Delaunay